# Åke Sylwan
Åke Haraldsson Sylwan, född 14 december 1905 i Stockholm, död 13 september 1988 i Nykvarn, Turinge församling, Södermanlands län, var en svensk jurist.
Sylwan, som var son till överstelöjtnant Harald Sylwan och Gerda Wannberg, blev juris kandidat 1929. Efter tingstjänstgöring 1929–1932 var han länsnotarie i Kristianstads län 1932–1941 och 1946, i Östergötlands län 1941–1946, länsassessor i Hallands län 1946–1951 och landssekreterare i Jönköpings län 1951–1970. Han var föredragande i socialdepartementets byggnadsberedning 1943–1945, kanslichef där 1945–1948 samt sekreterare, expert och sakkunnig i kommittéer. Sylwan var ledamot av Kristianstads stadsfullmäktige 1934–1941. Han blev riddare av Nordstjärneorden 1953, kommendör av samma orden 1957 och kommendör av första klassen 1966. Sylwan ligger begraven i sin familjegrav på Fosie kyrkogård i Malmö.